# Willow Creek (Susitna River)
Der Willow Creek ist ein 60 km langer linker Nebenfluss des Susitna River im Süden des US-Bundesstaats Alaska.

## Verlauf
Der Willow Creek entspringt in der Bald Mountain Ridge, ein Höhenkamm im äußersten Südwesten der Talkeetna Mountains, auf einer Höhe von etwa 1160 m. Im Quellgebiet durchfließt er den kleinen „Summit Lake“. Wenig später nimmt er den „Upper Willow Creek“ rechtsseitig auf. Der Willow Creek fließt in überwiegend westlicher Richtung. 8 Kilometer oberhalb seiner Mündung in den Susitna River kreuzt der George Parks Highway (Alaska Route 3) den Flusslauf.

## Einzugsgebiet und Hydrologie
Der Willow Creek entwässert ein etwa 620 km² großes Gebiet, das fast vollständig innerhalb der Willow Census Designated Area im Matanuska-Susitna Borough liegt. Bei einem USGS-Abflusspegel bei Flusskilometer 21 wurde für den Messzeitraum 1978/2024 ein mittlerer Abfluss (MQ) von 10,86 m³/s ermittelt. Der größte mittlere monatliche Abfluss tritt im Juni mit 28,9 m³/s auf.

## Flussfauna
Zur Flussfauna des Willow Creek gehören u. a. folgende Fischarten: Königslachs, Silberlachs, Buckellachs, Ketalachs, Regenbogenforelle, Dolly-Varden-Forelle und Arktische Äsche.

## Freizeitmöglichkeiten
Die 14,5 km² große „Willow Creek State Recreation Area“ umfasst die unteren 6 Kilometer des Willow Creek unterhalb der Brücke des George Parks Highways. Sie bietet einen großen Campingplatz an der Mündung des Willow Creek. Der Willow Creek ist ein beliebtes Angelgewässer. Der Willow Creek bietet ein- und mehrtägige Rafting-Touren der Schwierigkeitsgrade I–II.